# Cornelius Gerhard Lersmacher
Cornelius Gerhard Lersmacher (* um 1660 in Freialdenhoven; † 24. November 1731 in Trier) war Generalvikar für das Obererzstift Trier.

## Leben
Lersmacher studierte in Trier und wurde 1684 Magister artium. Die niederen Weihen und das Subdiakonat erhielt er 1687 in Mainz und wurde 1688 zum Priester geweiht. Am 21. Juni 1688 wurde er nach über zehnjährigem Bemühen als Kapitularkanoniker am Stift St. Paulin in Trier angenommen. Als Neffe des Dekans des Stiftes St. Kastor in Karden, Cornelius Seulen von Freialdenhoven, wurde er 1685 von einem anderen Onkel, dem Kardener Scholaster und Senior Johann Wilhelm Felix dem Älteren zur Vikarie des Altars St. Maria präsentiert. 1692 ist er dort als Kanoniker und Taufpate bezeugt.
Von 1703 bis 1719 war Lersmacher in St. Paulin Fabrikmeister. In dieser Zeit ließ er von dem 1700 bis 1721 in Trier tätigen Lütticher Maler Louis Counet verschiedene Gemälde der Trierer Märtyrer und des hl. Paulinus, wahrscheinlich auch des hl. Nepomuk herstellen, die für die St.-Walburgis-Kirche bestimmt waren und heute in der St.-Paulinus-Kirche hängen. Am 26. März 1706 vom Stiftskapitel zum Dekan gewählt, behielt er dieses Amt bis zu seinem Tod 1731. 1704 wurde er zum apostolischen Protonotar ernannt und 1718 kurfürstlicher geheimer Rat (auch Testamentsvollstrecker des Weihbischofs Verhorst).
Am 16. März 1719 wurde er gemäß der Konsistorialverordnung von Kurfürst-Erzbischof Franz Ludwig von Pfalz-Neuburg Generalvikar für das Obererzstift und Präsident des Konsistoriums. Die Tätigkeit, die ihm zum Verhängnis wurde, war die als Syndikus des Klerus des Obererzstiftes. Unter der (vermutlich unberechtigten) Beschuldigung der Veruntreuung von Geldern des Stiftes und des Klerus am 24. Mai 1721 verhaftet, wurde er sieben Jahre in der Festung Ehrenbreitstein inhaftiert und der Ämter des Generalvikars und geheimen Rats entbunden.
Am 25. Juli 1728 aus der Haft entlassen, wurde er zwar öffentlich respektiert, aber nicht rehabilitiert. Er starb am 24. November 1731 und wurde vor dem von ihm errichteten St.-Johann-Nepomuk-Altar in der Stiftskirche St. Paulin bestattet. In seinem Testament vom 11. August 1729 hatte er bestimmt, dass auf seinem Grabstein keine Lobworte und kein Wappen stehen sollten, sondern nur der Satz: Hic iacet Cornelius Gerardus Lersmacher indignus sacerdos – „Hier liegt der unwürdige Priester Cornelius Gerhard Lersmacher“. Sein Nachfolger als Dekan wurde Lothar Friedrich von Nalbach (1732–1748).